# Theridion musivum
Theridion musivum là một loài nhện trong họ Theridiidae.
Loài này thuộc chi Theridion. Theridion musivum được Eugène Simon miêu tả năm 1873.